# Guy Le Strange
Guy Le Strange (* 24. Juli 1854 in Hunstanton, Norfolk; † 24. Dezember 1933 in Cambridge) war ein englischer Gelehrter, der die persische, arabische und die spanische  Sprache beherrschte. Bekannt wurde er durch seine Veröffentlichungen im Bereich der Historischen Geografie des Vorderen Orients und der östlichen islamischen Länder. Sein Hauptwerk The Lands of the Eastern Caliphate behandelt die Topographie und Geologie, die Gebäude, das Handwerk und die Landwirtschaft entlang der Großen Chorasan-Straße. Er erhielt von der University of Cambridge 1913 den Ehren-Master of Arts.

## Werke

### Schriften und Ausgaben
- Gottlieb Schumacher: Accross the Jordan. An Exploration and Survey of Part of Hauran and Jaulan. With Additions by Laurence Oliphant and Guy le Strange. London 1889. Online
- Baghdad during the Abbasid Caliphate from Contemporary Arabic and Persian Sources. Oxford 1900. 2. Ausgabe Oxford 1922. Online und Online
- Mesopotamia and Persia under the Mongols, in the fourteenth century A.D. From the Nuzhat-al-Ḳulūb of Ḥamd-Allah Mustawfī (=Journal of the Royal Asiatic Society of Great Britain & Irland. Band 34). Cambridge 1902.
- The Lands of the Eastern Caliphate: Mesopotamia, Persia, and Central Asia, from the Moslem Conquest to the Time of Timur. Cambridge 1905. Online
- Correspondence of Princess Lieven and Earl Grey. 2 Bände. London 1890.
- Hamdallah Mustaufi: Nozhat al-qolub, Leyden und London, 1915.
- Ibn 'l-Balḵhi: Fārs-nāma. Zusammen mit Reynold Alleyne Nicholson: Fārs-nāma/The Fársnáma of Ibnu’l-Balkhi. Leyden und London 1921.
- Collected Works of Guy Le Strange: The Medieval Islamic World. Hugh Kennedy (Hrsg.). London 2014.

### Übersetzungen
- Fatḥ-ʿAli Āḵundzāda: Sargoḏašt-e wazir-e ḵān-e Lankarān. Zusammen mit W. H. D. Haggard. Titel der Übersetzung: The Vazír of Lankurán. A Persian Play: A Text-Book of Modern Colloquial Persian for the Use of European Travellers, Residents in Persia, and Students in India. London 1882.
- Fatḥ-ʿAli Āḵundzāda: Ḥekāyat-e Mollā Ebrāhim Ḵalil-e Kimiāgar. Titel der Übersetzung: The Alchemist, A Persian Play (= Journal of the Royal Asiatic Society. Band 18). Cambridge 1886.
- al-Muqaddasī: Aḥsan at-taqāsīm fī maʿrifat al-aqālīm. Titel der Übersetzung: Description of Syria, Including Palestine. London 1886.
- Palestine under the Moslems. A Description of Syria and the Holy Land from A. D. 650 to 1500: Translated from the Works of the Mediæval Arab Geographers. London 1890. Online
- Hamdallah Mustaufi: Nozhat al-qolub. Titel der Übersetzung: The Geographical Part of Nuzhat-al-qulūb of Qazwin in 740 (1340). Leyden und London 1919.
- Don Juan von Persien: Relaciones de Don Juan de Persia. Titel der Übersetzung: Don Juan of Persia: a Shiʿah Catholic, 1560–1604. London 1926.
- Ruy González de Clavijo: Historia del Gran Tamerlán e itinerario … de Clavijo le hizo. Titel der Übersetzung: Embassy to Tamerlane, 1403–1406. London 1928.